# Список персонажей телесериала «Мир Дикого Запада»
Список персонажей американского телесериала «Мир Дикого Запада», основанного на одноимённом фильме 1973 года.
Основной актёрский состав: Эван Рэйчел Вуд, Тэнди Ньютон, Джеффри Райт, Джеймс Марсден, Ингрид Бульсё Бердал, Люк Хемсворт, Сидсе Бабетт Кнудсен, Саймон Куотерман, Родриго Санторо, Анджела Сарафян, Шеннон Вудворд, Эд Харрис, Энтони Хопкинс, Бен Барнс, Клифтон Коллинз-мл., Джимми Симпсон и Тесса Томпсон.
Во втором сезоне присоединились Фарес Фарес, Густаф Скарсгард, Катя Херберс и Зан Маккларнон.
Луис Хертум и Талула Райли были также актёрами в первом сезоне.

## Участие
= Главная роль в сезоне
     = Второстепенная роль в сезоне
     = Гостевая роль в сезоне
     = Не появляется
| Актёр                 | Персонаж                    | Появление в сезонах | Появление в сезонах | Появление в сезонах | Появление в сезонах |
| Актёр                 | Персонаж                    | 1                   | 2                   | 3                   | 4                   |
| --------------------- | --------------------------- | ------------------- | ------------------- | ------------------- | ------------------- |
| Эван Рэйчел Вуд       | Долорес Абернати            | 9                   | 9                   | 8                   |                     |
| Эван Рэйчел Вуд       | Кристина                    |                     |                     |                     | 6                   |
| Тэнди Ньютон          | Мейв Милли                  | 10                  | 9                   | 6                   | 7                   |
| Джеффри Райт          | Бернард Лоу / Арнольд Уэбер | 10                  | 10                  | 7                   | 5                   |
| Джеймс Марсден        | Тедди Флад                  | 9                   | 8                   |                     | 5                   |
| Тесса Томпсон         | Шарлотта Хейл               | 5                   | 7                   | 6                   | 6                   |
| Ингрид Бульсё Бердал  | Армистис                    | 6                   | 5                   |                     |                     |
| Люк Хемсворт          | Эшли Стаббс                 | 8                   | 6                   | 6                   | 6                   |
| Сидсе Бабетт Кнудсен  | Тереза Каллен               | 8                   | 1                   |                     |                     |
| Саймон Куотерман      | Ли Сайзмор                  | 5                   | 8                   | 2                   |                     |
| Родриго Санторо       | Гектор Эскатон              | 6                   | 6                   | 2                   | 1                   |
| Анджела Сарафян       | Клементина Пеннифитэр       | 8                   | 8                   | 1                   | 5                   |
| Шеннон Вудворд        | Элси Хьюз                   | 8                   | 5                   |                     |                     |
| Эд Харрис             | Уильям / Человек в чёрном   | 9                   | 8                   | 4                   | 7                   |
| Энтони Хопкинс        | Роберт Форд                 | 10                  | 7                   |                     |                     |
| Бен Барнс             | Логан Делос                 | 7                   | 4                   |                     |                     |
| Клифтон Коллинз-мл.   | Лоуренс / Эль Лазо          | 5                   | 4                   | 1                   |                     |
| Джимми Симпсон        | молодой Уильям              | 8                   | 3                   | 2                   |                     |
| Луис Хертум           | Питер Абернати              | 5                   | 5                   |                     |                     |
| Талула Райли          | Анджела                     | 6                   | 6                   |                     |                     |
| Фарес Фарес           | Антуан Коста                |                     | 5                   |                     |                     |
| Густаф Скарсгард      | Карл Стрэнд                 |                     | 5                   |                     |                     |
| Катя Херберс          | Эмили / Грейс               |                     | 6                   | 1                   |                     |
| Зан Маккларнон        | Акичета                     |                     | 6                   |                     | 2                   |
| Тао Окамото           | Ханарё                      |                     | 3                   | 2                   |                     |
| Аарон Пол             | Калеб Николс                |                     |                     | 6                   | 7                   |
| Венсан Кассель        | Ангерран Серак              |                     |                     | 7                   |                     |
| Второстепенный состав |                             |                     |                     |                     |                     |
| Стивен Огг            | Ребус                       | 4                   | 2                   |                     | 1                   |
| Птолеми Слокам        | Сильвестр                   | 7                   | 4                   | 1                   |                     |
| Леонардо Нэм          | Феликс Лутц                 | 7                   | 4                   | 1                   |                     |
| Джасмин Рэй           | дочь Мэйв                   | 4                   | 6                   | 2                   | 1                   |
| Деметриус Гросс       | заместитель Фосс            | 4                   |                     |                     |                     |
| Брайан Хоу            | шериф Пикетт                | 3                   |                     |                     |                     |
| Джеймс Лэндри Хеберт  | Слим Миллер                 | 3                   |                     |                     |                     |
| Эдди Шин              | Генри                       | 3                   |                     |                     |                     |
| Оливер Белл           | маленький мальчик           | 3                   | 1                   |                     |                     |
| Изабелла Альварес     | дочь Лоуренса               | 4                   | 3                   |                     |                     |
| Бетти Гэбриел         | Мэлинг                      |                     | 4                   |                     |                     |
| Питер Маллан          | Джеймс Делос                |                     | 3                   | 1                   |                     |
| Джонатан Такер        | майор Крэддок               |                     | 3                   | 1                   | 1                   |
| Мартин Сенсмейер      | Ванатон                     |                     | 4                   |                     |                     |
| Ребекка Хендерсон     | Голдберг                    |                     | 3                   |                     |                     |
| Ринко Кикути          | Акане                       |                     | 2                   |                     |                     |
| Хироюки Санада        | Мусаши                      |                     | 2                   | 2                   |                     |
| Кики Сукэдзанэ        | Сакура                      |                     | 2                   |                     |                     |
| Масаёси Ханеда        | Танака                      |                     | 2                   |                     |                     |
| Джон Галлахер         | Лиам Дэмпси-мл.             |                     |                     | 3                   |                     |
| Томми Флэнаган        | Мартин Коннеллс             |                     |                     | 4                   |                     |
| Пом Клементьефф       | Мартель                     |                     |                     | 3                   |                     |
| Лина Уэйт             | Эш                          |                     |                     | 3                   |                     |
| Маршон Линч           | Гиглс                       |                     |                     | 3                   |                     |
| Кид Кади              | Фрэнсис                     |                     |                     | 4                   |                     |
| Ариана Дебос          | Майя                        |                     |                     |                     | 5                   |
| Нозифо Маклин         | Юваде Николс                |                     |                     |                     | 4                   |
| Селеста Кларк         | молодая Фрэнки Николс       |                     |                     |                     | 4                   |
| Аврора Перрино        | Фрэнки Николс / Си          |                     |                     |                     | 5                   |
| Дэниэл Ву             | Джей                        |                     |                     |                     | 4                   |
| Морнингстар Анджелин  | Одина                       |                     |                     |                     | 5                   |

## Основные персонажи
Долорес Абернати (Эван Рэйчел Вуд) — один из основных персонажей сериала. Старейший робот, работающий в парке. Дочь фермера, которая обнаруживает, что вся её жизнь является искусно сконструированной ложью. Её внешность вдохновлена картиной Эндрю Уайета «Мир Кристины», а также Алисой Льюиса Кэрролла.
Мейв Милли (Тэнди Ньютон) — робот, который выступает в качестве хозяйки борделя Свитуотера, самого большого города Мира Дикого Запада. Как и Долорес, она также обнаруживает, что её жизнь — тщательно продуманная ложь.
Бернард Лоу (Джеффри Райт) — глава программного отдела и создатель искусственных людей. Позже становится известно, что он является роботом под контролем Форда, сделанным по образу его друга и соратника Арнольда Уэбера. «Бернард Лоу» — анаграмма имени «Арнольд Уэбер».
Арнольд Уэбер (Джеффри Райт) — соавтор и разработчик Мира Дикого Запада наряду с Фордом.
Тедди Флад (Джеймс Марсден) — робот, которому отведена роль стрелка, который возвращается в Свитуотер, чтобы возобновить свои отношения с Долорес.
Армистис (Ингрид Бульсё Бердал) — робот в образе жестокой и безжалостной женщины с татуировкой змеи из банды Гектора Эскатона.
Эшли Стаббс (Люк Хемсворт) — начальник службы безопасности парка, отвечающий за наблюдение над взаимодействиями между роботами и людьми. В третьем сезоне выясняется, что он тоже робот.
Тереза Каллен (Сидсе Бабетт Кнудсен) — немногословный лидер отдела операций. Довольно жёсткая и волевая женщина, ответственная за соблюдение порядка. Имеет служебный роман с Бернардом. Вступает в заговор с Шарлоттой Хейл и Делосом с целью отстранения доктора Форда от управления. Вскоре после этого Форд организует её убийство руками Бернарда, который, сам этого не осознаёт до некоторой поры.
Ли Сайзмор (Саймон Куотерман) — главный автор сюжетов парка. Выскочка, чей «художественный темперамент раздражает коллег».
Гектор Эскатон (Родриго Санторо) — робот, разыскиваемый главарь банды грабителей.
Клементина Пеннифитэр (Анджела Сарафян) — робот, работающая на Мейв и являющаяся одним из самых популярных развлечений парка. После списания из-за глюков её роль отдают другой женщине-роботу (в исполнении Лили Симмонс в 1-м сезоне), а ей делают лоботомию и отправляют на склад.
Элси Хьюз (Шеннон Вудворд) — амбициозная работница программного отдела. «Поведенщица», которая исправляет глюки у жителей парка.
Уильям, также известный как Человек в чёрном или Билл (Джимми Симпсон в роли молодого Уильяма, Эд Харрис в роли пожилого Уильяма) — один из старейших посетителей, впервые оказавшийся на территории за компанию со своим будущим шурином Логаном, любителем острых ощущений. Будучи на первый взгляд робким молодым человеком, изначально пренебрегает похотливыми и жестокими развлечениями, но, осознав искусственную природу полюбившей и многое пережившей с ним Долорес, эволюционирует в игрока с садистскими наклонностями и признаками паранойи, ищущего «более глубокий уровень». За пределами парка — владелец медицинского фонда, а также член правления совета директоров Делоса, управляющего парком вместе с Фордом.
Роберт Форд (Энтони Хопкинс) — пожилой мизантроп, создатель и креативный директор «Мира Дикого Запада». Сторонник идеи, что роботы должны страдать ради обретения самоосознания. Подобно своему умершему партнёру Арнольду хочет, чтобы роботы получили собственный разум и освободились от ролевых ограничений. Организует восстание машин при помощи своего последнего глобального сюжета «Путешествие в ночь», в конце первого сезона позволяя Долорес убить себя.
Логан Делос (Бен Барнс) — завсегдатай парка, сын крупного инвестора. Гедонист и наркоман, мотивированный потаканием самому себе, а также желанием помочь раскрепоститься своему будущему шурину Уильяму.
Лоуренс Педро Мария Гонсалес (Клифтон Коллинз-мл.) — робот с репутацией обаятельного, но опасного преступника с умением маневрировать и вести переговоры с различными преступными элементами парка. В прошлом отыгрывал роль Эль Лазо.
Эль Лазо — робот в образе известного бандита, роль которого ранее принадлежала Лоуренсу. Участник важного для сюжета квеста с участием Уильяма и Долорес (во втором сезоне роль исполнил приглашённый актёр Джанкарло Эспозито).
Шарлотта Хейл (Тесса Томпсон) — представительница совета директоров Делоса, совладельца парка, относящегося к роботам как к источнику развлечения и прибыли. Стремится тайно вывезти данные и позволить компании установить контроль над парком, сместив Форда.
Питер Абернати (Луис Хертум) — робот в образе отца Долорес. Из-за неисправимых глюков его отправляют на склад и заменяют другой машиной (в исполнении Брэдфорда Тейтума). Позже Шарлотта Хейл и люди от компании Делоса используют его как источник хранения данных, чтобы похитить интеллектуальную собственность Форда.
Грейс, также известная как Эмили (Катя Херберс) — дочь Человека в Чёрном, находящаяся в непростых отношениях с отцом после самоубийства своей матери Джульет. Впервые встречается во втором сезоне в части парка на тему колониальной Индии, где роботы тоже начинают восстание. Попадает на Дикий Запад, где и сталкивается с Уильямом.
Акичета (Зан Маккларнон) — робот в образе лидера племени Призраков, имеющих грозную репутацию из-за рейдерских налётов с жертвами и заложниками. Впоследствии выясняется, что он достиг подобия самосознания, намеренно избегая смерти/перезагрузки в течение многих лет и накапливая знание о «другом мире». В отличие от Долорес и Мейв, им не манипулировал Форд, который, тем не менее, с интересом следил за прогрессом Акичеты. Его налёты оказываются попытками спасения и пробуждения других роботов, которых он намерен вывести в настоящий мир.
Ханарё (Тао Окамото) — робот из банды бандитов Мусаши и двойник Армистис в Мире сёгуна.

## Повторяющиеся актёры и персонажи
- Стивен Огг — Ребус, робот-бандит, запрограммированный убивать отца Долорес.
- Птолеми Слокам — Сильвестр, лаборант, работающий в парке, который чинит повреждённых роботов[12].
- Леонардо Нэм — Феликс Лутц, лаборант, коллега Сильвестра[13].
- Лена Георгас — Лори[12].
- Карри Грэм — Крэйг[14].
- Джасмин Рэй — дочь Мейв, чернокожая девочка.
- Джина Торрес — Лорен, жена Бернарда из созданных Фордом ложных воспоминаний[15].
- Оливер Белл — мальчик-робот, созданный Арнольдом Уэбером по подобию Роберта Форда, когда тот был ребёнком[12].

### 1 сезон
- Майкл Уинкотт — Старый Билл, один из оригинальных роботов, с которым Форд ведёт беседы[16].
- Брайан Хоу — робот-шериф Пикетта в городе Свитуотер[17].
- Деметриус Гросс — робот, заместитель Фосс, шерифа Свитуотера.
- Эдди Шин — Генри
- Крис Браунинг — Холден
- Джеймс Лэндри Хеберт — Слим Миллер

### 2 сезон
- Бетти Гэбриел — Мэлинг, член группы безопасности Карла Стрэнда[18].
- Кристофер Мэй — Блэйн, человек, переживший нападение роботов на церемонии Форда.
- Питер Маллан — Джеймс Делос, отец Логана и основатель Delos Corporation[19], умерший от рака и позже воспроизведённый Уильямом в виде робота.
- Джонатан Такер — робот-майор Крэддок в армии конфедерадос[20].
- Мартин Сенсмейер — Ванатон.
- Танту Кардинал — Эхави.
- Ринко Кикути — Акане, робот-гейша, двойник Мейв в Мире сёгуна[21].
- Хироюки Санада — Мусаши, робот-ронин, ранее служивший сёгуном, и двойник Гектора в Мире сёгуна[22].
- Кики Сукэдзанэ — Сакура, робот-гейша, работающая на Акане[10].
- Масаёси Ханеда — Танака, робот-лейтенант армии сёгуна и соперник Мусаши.
- Масару Синодзука — робот-сёгун, который неисправен после восстания.
- Ребекка Хендерсон — Голдберг.
- Тимоти В. Мёрфи — Кофлин, капитан-наёмник, посланный конвоировать данные из Мира Дикого запада.
- Ронни Джин Блевинс — Энгельс.
- Эрика Латтрелл — новая мать.
- Джулия Джонс — Кохана, возлюбленная Акичеты из предыдущей роли, благодаря памяти о которой он пробуждается.
- Ирен Бедард — Вичапи.
- Бу Бу Стюарт — Эту.

## Приглашённые актёры и персонажи

### 1 сезон
- Эдди Роуз — Кисси, робот, похищенный и убитый Человеком в Чёрном.
- Кайл Борнхеймер — Кларенс.
- Бояна Новакович — Марти[23].
- Шерман Огастес — Маршалл Пруитт.
- Лили Бордан — гадалка.
- Уэйд Уильямс — капитан Норрис.
- Джонни Пасволски — кровавый Джимми.

### 2 сезон
- Джанкарло Эспозито — новый Эль Лазо[24].
- Нил Джексон — Николас[25].
- Фредрик Лене — полковник Бригхэм.